# Aeschynomene petraea
Aeschynomene petraea är en ärtväxtart som beskrevs av Robinson. Aeschynomene petraea ingår i släktet Aeschynomene och familjen ärtväxter.

## Underarter
Arten delas in i följande underarter:
- A. p. grandiflora
- A. p. madrensis
- A. p. petraea